# Bruno A. Boley
Bruno Adrian Boley (* 13. Mai 1924 in Gorizia; † 11. Februar 2017) war ein US-amerikanischer Ingenieur.
Boley studierte Bauingenieurwesen am City College of New York mit dem Bachelor-Abschluss 1943 und wurde 1946 am Polytechnic Institute of Brooklyn in Flugzeugtechnik promoviert. 1943 bis 1948 war er dort Assistant Professor für Luftfahrttechnik und 1948 bis 1950 war er bei Goodyear Aircraft. 1950 wurde er Associate Professor für Flugzeugtechnik an der Ohio State University und 1952 Professor für Bauingenieurwesen an der Columbia University. 1968 bis 1972 war er Professor und Vorstand der Abteilung Theoretische und Angewandte Mechanik an der Cornell University und war danach Professor an der Northwestern University, an der er Dekan des Technology Institute war und 1986 emeritiert wurde.
Er veröffentlichte über Dynamik, elastische Stabilität, thermische Spannungen, Wärmeleitung in Festkörpern und Phasenübergänge und Angewandte Mathematik.
1964/65 war er Gastprofessor am Polytechnikum in Mailand und 1972 am Imperial College London. 1996 hielt er die Lagrange Vorlesung der Accademia dei Lincei in Rom und 2001 erhielt er die Daniel C. Drucker Medal.
1991 erhielt er die Von-Karman-Medaille und er erhielt die Worcester-Reed-Warner Medal der ASME. 1982 wurde er Ehrendoktor des City College of New York. Er war Mitglied der National Academy of Engineering und Präsident der American Academy of Mechanics, deren Fellow er war. Er war Fellow der ASME, des American Institute of Aeronautics and Astronautics und der American Association for the Advancement of Science. Er war Vorstand des US National Committee on Theoretical and Applied Mechanics.

## Schriften
- mit Jerome H. Weiner: Theory of Thermal Stresses, Wiley 1960, Krieger 1985, Dover 1997
- Wondering Through Europe: The Story of European Geographical Names, 2008